# Козачок Микола Абрамович
Мико́ла Абра́мович Козачо́к (* 26 серпня 1926 — † 28 вересня 2008) — навідник протитанкової рушниці 177-го гвардійського стрілецького полку 60-ї гвардійської стрілецької дивізії 5-ї ударної армії Першого Білоруського фронту, Герой Радянського Союзу.

## Біографія
Народився 26 серпня 1926 року в селі Наталівка Новоград-Волинського району Житомирської області в селянській родині. Українець. У 1941 році закінчив 9 класів. Працював у колгоспі їздовим.
У лютому 1944 року призваний до лав Червоної Армії. У боях Великої Вітчизняної війни з жовтня 1944 року. Воював на Першому Українському і Першому Білоруському фронтах. Був поранений.
Рядовий М. А. Козачок, навідник протитанкової рушниці у січні 1945 біля населеного пункту Мале Боже (Польща) зірвав контрнаступ противника, особисто знищивши 3 самохідні штурмові гармати та 9 гітлерівців.
М. А. Козачок брав участь у штурмі Берліна, де і зустрів День Перемоги. Після закінчення Великої Вітчизняної війни служив в Армії. У 1949 році закінчив Військово-морське авіаційне училище зв'язку, в 1964 році — Харківське військове авіаційно-технічне училище. Закінчив військову кар'єру у званні підполковника у 1976.
Жив у місті Єйськ Краснодарського краю. Помер 28 вересня 2008 року. Похований на міському кладовищі міста Єйська.

## Нагороди
Звання Героя Радянського Союзу присвоєно 27 лютого 1945. Нагороджений орденами Леніна, Вітчизняної війни 1-го ступеня, медалями.